# Hans von Lehwaldt
Hans von Lehwaldt, anche noto come Johann von Lehwaldt (Legitten, 24 giugno 1685 – Königsberg, 16 novembre 1768), è stato un generale prussiano, feldmaresciallo del Königlich Preußische Armee e importante comandante militare nel corso della guerra di successione austriaca e della guerra dei sette anni.

## Biografia
Lehwaldt nacque nel villaggio di Legitten nei pressi di Labiau nell'allora Prussia orientale (oggi Turgenevo nell'Oblast' di Kaliningrad); sua madre Marie Esther proveniva da un'antica famiglia nobiliare prussiana, i Freiherr ("baroni") von der Trenck.
Lehwaldt iniziò la sua carriera militare nell'esercito prussiano nel 1699, quando entrò nei ranghi del battaglione Weiße Grenadier-Garde (Nr. 18); con questa unità partecipò alla guerra di successione spagnola, ricevendo il suo battesimo del fuoco nel settembre 1702 nel corso dell'assedio di Venlo e combattendo poi il 13 agosto 1704 nella battaglia di Blenheim. Il 16 settembre 1704 Lehwaldt ottenne una promozione a Fähnrich ("alfiere"), mentre dal 29 settembre al 6 ottobre seguente prese parte all'assedio di Hagenau in Francia; nel 1715 partecipò invece alla campagna prussiana in Pomerania contro gli svedesi nel corso della grande guerra del Nord.
Allo scoppio della guerra di successione austriaca nel 1740 Lehwaldt faceva parte dell'armata di guarnigione del Brandeburgo sotto il principe Leopoldo I di Anhalt-Dessau, ma nel 1742 fu richiamato nell'armata campale al comando del re Federico II di Prussia impegnata sul teatro di guerra della Slesia; qui partecipò alla vittoria prussiana contro gli austriaci nella battaglia di Chotusitz il 17 maggio 1742, successo che portò alla stipula del trattato di Breslavia. Alla ripresa delle ostilità contro gli austriaci nel 1744 Lehwaldt fu inizialmente agli ordini del generale Johann Friedrich Adolf von der Marwitz nell'alta Slesia, ma ottenne poi il comando di un corpo autonomo che guidò in una vittoria contro gli austriaci il 14 febbraio 1745 ad Halberschwerdt; in virtù del suo operato durante la guerra, il re Federico lo insignì dell'onorificenza della Pour le Mérite nel 1742 e dell'Ordine dell'Aquila nera il 4 febbraio 1745.
Lehwaldt ottenne il 22 gennaio 1751 una promozione a feldmaresciallo, il massimo rango militare prussiano; insieme ai feldmarescialli Wilhelm Dietrich von Buddenbrock e Friedrich Wilhelm von Dossow fu l'unico militare prussiano ad essere insignito di una speciale decorazione consistente in un medaglione di diamanti contenente un ritratto di Federico II.
Allo scoppio della guerra dei sette anni nel 1756, Federico II inviò Lehwaldt a comandare l'armata schierata a difesa della Prussia orientale. L'avversario di Lehwaldt era il maresciallo Stepan Feodorovič Apraksin, al comando di un'armata di 75.000 russi che provenendo da est invase la Prussia orientale nel giugno 1757 catturando dopo un assedio la piazzaforte di Memel; Apraksin tentò di accerchiare le forze prussiane, inferiori in numero, ma Lehwaldt fu abile nell'evitare la mossa e tentare un contrattacco con i suoi 30.000 uomini. Il 30 agosto 1757 le due armate si scontrarono nella battaglia di Gross-Jägersdorf, un duro scontro conclusosi infine con la ritirata delle forze prussiane: Lehwaldt perse circa 4.600 uomini tra morti e feriti mentre i russi lamentarono circa 6.000 perdite. Apraksin continuò la marcia alla volta della capitale regionale della Prussia orientale, Königsberg, ma le gravi perdite di uomini e la carenza di rifornimenti lo spinsero infine a rinunciare all'impresa e ad ordinare una ritirata generale verso il confine russo; la ritirata dei russi spinse Federico II a richiamare Lehwaldt dalla Prussia orientale e a inviarlo con urgenza sul fronte della Pomerania, dove gli svedesi avevano lanciato un'offensiva: alla fine del novembre 1757 il feldmaresciallo aveva lanciato una controffensiva ricacciando indietro gli svedesi e bloccandoli all'interno della loro piazzaforte di Stralsund.
A causa del suo precario stato di salute, Lehwaldt lasciò l'armata campale e nel 1759 fu fatto governatore della città di Berlino; Lehwaldt e il generale Friedrich Wilhelm von Seydlitz, entrambi invalidi all'epoca, erano al comando della guarnigione della città nell'ottobre 1760 quando una forza austriaca e russa lanciò un'incursione contro Berlino: i prussiani non furono in grado di opporre resistenza e la città fu saccheggiata. Dopo il ritiro dei russi dalla Prussia orientale nel 1762 Lehwaldt ottenne l'incarico di governatore della regione, carica che mantenne fino alla sua morte a Königsberg il 16 novembre 1768; il corpo fu seppellito poi nella Chiesa di Juditter della città.